# Мурлева, Жан-Клод
Жан-Клод Мурлева (фр. Jean-Claude Mourlevat; род. 1952) — французский писатель. Известен как автор книг для детей и подростков.

## Биография
Родился в 1952 году в семье фермеров. У него есть трое братьев и две сестры. Учился в Страсбурге, Тулузе, Бонне и Париже на учителя немецкого языка. С 1976 по 1985 год преподавал немецкий в коллеже Ла Бурбуль, затем в Гамбурге и, наконец, в коллеже Кани-Барвиль.
Впоследствии обратился к театру и создал несколько моноспектаклей. Одним из наиболее известных стал «Говорите мне о любви». Этот спектакль показывали более 500 раз по всему миру.
В 1990 году оставил работу в школе и стал заниматься театральными постановками (пьес Брехта, Шекспира, Кокто и пр.). В 1997 году вышла его первая книга — «История о ребёнке и яйце».
На 2021 год Жан-Клод Мурлева — автор более 20 произведений в различных жанрах, включая сказки и фэнтези. Многие из них переведены на различные языки мира, в том числе и на русский.
В ноябре 2007 года писатель лично представил в Москве свой роман «Зимняя битва», повествующий о четверых подростках-сиротах, которым становится известно, что они — дети репрессированных политических оппозиционеров. «Зимняя битва» вышла во Франции в 2006 году; с тех пор роман был переведён на 11 языков и получил 5 литературных премий, включая Премию французского телевидения и премию Сент-Экзюпери.
В 2021 году Жан-Клод Мурлева стал лауреатом престижной шведской Международной премии памяти Астрид Линдгрен, которую вручают за достижения в области литературы для детей и подростков. Согласно характеристике жюри, «Жан-Клод Мурлева — блестящий новатор традиций сказки, открытый как для самого сложного, так и для самого прекрасного. Время и пространство перестают существовать в его повествовательных мирах, а в мечтательной и точной прозе изображены вечные темы, такие как тоска и любовь, уязвимость и война. Постоянно удивляющее творчество Мурлева соединяет древнюю ткань эпоса с современной реальностью».